# فلورنسا يونغ
فلورنسا يونغ (بالإنجليزية: Florence Young)‏ هي مبشرة نيوزيلندية، ولدت في 10 أكتوبر 1856، وتوفيت في 28 مايو 1940.